# 新亞歷山德里夫卡 (大布爾盧克市鎮村莊)
新亞歷山德里夫卡（羅馬化：Nova Oleksandrivka）是烏克蘭的村落，位於該國東部哈爾科夫州，由庫皮揚斯克區的大布爾盧克市鎮負責管轄，距離阿爾庫希內4公里，始建於1699年，面積1.15平方公里，海拔高度148米，2001年人口458。